# Масув
Масув (пол. Masów) — село в Польщі, у гміні Лубняни Опольського повіту Опольського воєводства.
Населення — 293 особи (2011).

## Демографія
Демографічна структура станом на 31 березня 2011 року:
|          | Загалом | Допрацездатний вік | Працездатний вік | Постпрацездатний вік |
| -------- | ------- | ------------------ | ---------------- | -------------------- |
| Чоловіки | 135     | 26                 | 90               | 19                   |
| Жінки    | 158     | 16                 | 102              | 40                   |
| Разом    | 293     | 42                 | 192              | 59                   |